# سردارف قره‌خان
سردارف قره‌خان  جماعت و شهرکی در کشور تاجیکستان است که در ناحیهٔ رودکی ناحیه‌های تابع جمهوری قرار دارد. جمعیت این جماعت ۱۳۴۱۵ است.